# Maria Paola Turcutto
Maria Paola Turcutto (nascida em 2 de janeiro de 1965) é uma ex-ciclista olímpica italiana.
Pela Itália, ela participou nos Jogos Olímpicos de 1992 em Barcelona, na Espanha, onde terminou em trigésima segunda posição na prova de estrada individual.